# ديفيد جيبس
ديفيد جيبس (بالإنجليزية: David Gibbs)‏ هو سياسي أمريكي، ولد في 28 مايو 1936، وتوفي في 13 يناير 2013. حزبياً، نشط في الحزب الديمقراطي. وقد انتخب عضو مجلس نواب مسيسيبي.